# Dyskografia Slade
Dyskografia Slade brytyjskiego zespołu glam rockowego.

## Albumy

### Studyjne
| Rok  | Tytuł                                                                                 | UK  | AUS | DE  | US   | SWI | NO  | NZ  | SE  | CA  |
| ---- | ------------------------------------------------------------------------------------- | --- | --- | --- | ---- | --- | --- | --- | --- | --- |
| 1969 | Beginnings (jako Ambrose Slade) (w USA wydany pod tytułem Ballzy)                     | –   | –   | –   | –    | –   | –   | –   | –   | –   |
| 1970 | Play It Loud                                                                          | –   | –   | –   | –    | –   | –   | –   | –   | #40 |
| 1972 | Slayed?                                                                               | #1  | #1  | #10 | #69  | –   | #3  | –   | –   | #27 |
| 1974 | Old New Borrowed and Blue (w USA wydany pod tytułem Stomp Your Hands, Clap Your Feet) | #1  | #1  | #20 | #168 | –   | #3  | #12 | –   |     |
| 1974 | Slade in Flame                                                                        | #6  | #31 | #1  | #93  | –   | #2  | –   | –   | –   |
| 1976 | Nobody’s Fools                                                                        | #14 | –   | –   | –    | –   | –   | –   | #14 |     |
| 1977 | Whatever Happened to Slade                                                            | –   | –   | –   | –    | –   | –   | –   | –   |     |
| 1979 | Return to Base....                                                                    | –   | –   | –   | –    | –   | –   | –   | –   |     |
| 1981 | We'll Bring the House Down                                                            | #25 | –   | –   | –    | –   | –   | –   | –   |     |
| 1981 | Till Deaf Do Us Part                                                                  | #68 | –   | –   | –    | –   | –   | –   | –   |     |
| 1983 | The Amazing Kamikaze Syndrome                                                         | #49 | #50 | #9  | –    | #5  | #2  | #39 | #1  | –   |
| 1984 | Keep Your Hands Off My Power Supply (wydany jedynie w USA)                            | –   | –   | –   | #33  | –   | –   | –   | –   | #26 |
| 1985 | Rogues Gallery                                                                        | #60 | –   | #38 | #132 | #13 | #5  | #50 | #27 | #64 |
| 1985 | Crackers – The Christmas Party Album                                                  | #34 | –   | –   | –    | –   | –   | –   | –   |     |
| 1987 | You Boyz Make Big Noize                                                               | #98 | –   | –   | –    | –   | #12 | –   | –   | –   |
| 1994 | Keep On Rockin! (jako Slade II)                                                       | –   | –   | –   | –    | –   | –   | –   | –   | –   |

### Albumy koncertowe
| Rok  | Tytuł                             | UK   | AUS | US   | NZ |
| ---- | --------------------------------- | ---- | --- | ---- | -- |
| 1972 | Slade Alive!                      | #2   | #1  | #158 | #3 |
| 1978 | Slade Alive, Vol. 2               | –    | –   | –    | –  |
| 1982 | Slade on Stage                    | #58  | –   | –    | –  |
| 2006 | Slade Alive! – The Live Anthology | #191 | –   | –    | –  |

### Kompilacje
| Rok  | Tytuł                                                             | UK   | AUS | US   | NZ  |
| ---- | ----------------------------------------------------------------- | ---- | --- | ---- | --- |
| 1973 | Sladest                                                           | #1   | #2  | #129 | #11 |
| 1980 | Slade Smashes!                                                    | #21  | –   | –    | –   |
| 1984 | Slade's Greats (reedycja Slade Smashes! z 3 dodatkowymi utworami) | #89  | –   | –    | –   |
| 1991 | Wall of Hits                                                      | #34  | –   | –    | –   |
| 1997 | Feel the Noize- Greatest Hits                                     | #19  | –   | –    | –   |
| 2000 | The Genesis of Slade                                              | –    | –   | –    | –   |
| 2002 | Get Yer Boots On: The Best of Slade                               | –    | –   | –    | –   |
| 2005 | The Very Best of Slade                                            | #39  | –   | –    | –   |
| 2006 | The Slade Box (4-płytowa antologia 1969-91)                       | –    | –   | –    | –   |
| 2007 | B-Sides                                                           | –    | –   | –    | –   |
| 2009 | Live at the BBC                                                   | –    | –   | –    | –   |
| 2009 | Merry Xmas Everybody: Party Hits                                  | #151 | –   | –    | –   |

Źródła:
- ((( Slade > Discography > •Albums, •Compilations ))) w bazie AllMusic (ang.)

## Single
| Rok              | Tytuł | Pozycja | Pozycja | Pozycja | Pozycja | Pozycja | Pozycja | Pozycja | Pozycja | Pozycja | Pozycja |     |
| Rok              | Tytuł | UK      | US      | AUS     | GER     | SWI     | IRE     | NL      | AUT     | SWE     | NOR     | NZ  |
| ---------------- | --- | ------- | ------- | ------- | ------- | ------- | ------- | ------- | ------- | ------- | ------- | --- |
| 1966             | "You Better Run" (jako The N' Betweens)                                                                                                 | –       | –       | –       | –       | –       | –       | –       | –       | –       | –       | –   |
| 1969             | "Genesis" (jako Ambrose Slade) | –       | –       | –       | –       | –       | –       | –       | –       | –       | –       | –   |
| 1969             | "Wild Winds Are Blowing" (jako The Slade)                                                                                               | –       | –       | –       | –       | –       | –       | –       | –       | –       | –       | –   |
| 1970             | "Shape of Things to Come" | –       | –       | –       | –       | –       | –       | –       | –       | –       | –       | –   |
| 1970             | "Know Who You Are" | –       | –       | –       | –       | –       | –       | –       | –       | –       | –       | –   |
| 1971             | "Get Down and Get With It" | #16     | –       | –       | #34     | –       | –       | #4      | –       | –       | –       | #21 |
| 1971             | "Coz I Luv You" | #1      | –       | #9      | #13     | –       | #1      | #3      | –       | –       | –       | #24 |
| 1971             | "Look Wot You Dun" | #4      | –       | –       | #19     | –       | #6      | #2      | –       | –       | –       | #22 |
| 1972             | "Take Me Bak 'Ome" | #1      | #97     | #9      | #12     | –       | #4      | #5      | –       | –       | –       | –   |
| 1972             | "Mama Weer All Crazee Now" | #1      | #76     | #3      | #6      | #5      | #1      | #9      | #6      | –       | –       | –   |
| 1972             | "Gudbuy T'Jane" | #2      | #68     | #11     | #7      | #4      | #2      | #4      | #7      | –       | #7      | #12 |
| 1973             | "Cum On Feel the Noize" | #1      | #98     | #18     | #9      | #4      | #1      | #8      | #10     | –       | –       | #21 |
| 1973             | "Skweeze Me, Pleeze Me" | #1      | –       | #25     | #4      | #4      | #1      | #11     | #12     | –       | #3      | #25 |
| 1973             | "My Friend Stan" | #2      | –       | #39     | #8      | #6      | #1      | #10     | –       | –       | #5      | #25 |
| 1973             | "Merry Xmas Everybody" | #1      | –       | –       | #7      | –       | #1      | #3      | –       | –       | #4      | –   |
| 1974             | "Everyday" | #3      | –       | #20     | #22     | #7      | #4      | #4      | #13     | –       | #3      | #4  |
| 1974             | "The Bangin' Man" | #3      | –       | #21     | #8      | –       | #3      | #22     | –       | –       | #4      | #11 |
| 1974             | "Far Far Away" | #2      | –       | #23     | #13     | –       | #2      | #15     | –       | –       | #1      | #16 |
| 1975             | "How Does It Feel?" | #15     | –       | –       | #36     | –       | #11     | –       | –       | –       | –       | #24 |
| 1975             | "Thanks for the Memory (Wham Bam Thank You Mam)"                                                                                        | #7      | –       | #30     | #18     | –       | #3      | #24     | #12     | –       | #5      | –   |
| 1975             | "In for a Penny" | #11     | –       | –       | –       | –       | #12     | –       | –       | #14     | –       | –   |
| 1976             | "Let's Call It Quits" | #11     | –       | –       | –       | –       | –       | –       | –       | –       | –       | –   |
| 1976             | "Nobody’s Fool" | –       | –       | –       | –       | –       | –       | –       | –       | –       | –       | –   |
| 1977             | "Gypsy Roadhog" | #48     | –       | –       | –       | –       | –       | –       | –       | –       | –       | –   |
| 1977             | "Burning in the Heat of Love" | –       | –       | –       | –       | –       | –       | –       | –       | –       | –       | –   |
| 1977             | "My Baby Left Me - That’s All Right" | #32     | –       | –       | –       | –       | –       | –       | –       | –       | –       | –   |
| 1978             | "Give Us a Goal" | –       | –       | –       | –       | –       | –       | –       | –       | –       | –       | –   |
| 1978             | "Rock n' Roll Bolero" | –       | –       | –       | –       | –       | –       | –       | –       | –       | –       | –   |
| 1979             | "Ginny Ginny" | –       | –       | –       | –       | –       | –       | –       | –       | –       | –       | –   |
| 1979             | "Sign O' the Times" | –       | –       | –       | –       | –       | –       | –       | –       | –       | –       | –   |
| 1979             | "Okey Cokey" | –       | –       | –       | –       | –       | –       | –       | –       | –       | –       | –   |
| 1980             | "Six of the Best (EP)" | –       | –       | –       | –       | –       | –       | –       | –       | –       | –       | –   |
| 1980             | Live at Reading (EP) "When I’m Dancin’ I Ain’t Fightin'" / "Born to Be Wild" Somethin' Else" / "Pistol Packin' Mama" / "Keep a Rollin'" | #44     | –       | –       | –       | –       | –       | –       | –       | –       | –       | –   |
| 1980             | Xmas Ear Bender (EP) "Merry Xmas Everybody" / "Okey Cokey" / "Get Down and Get With It"                                                 | #70     | –       | –       | –       | –       | –       | –       | –       | –       | –       | –   |
| 1981             | "We'll Bring The House Down" | #10     | –       | –       | –       | –       | #11     | –       | –       | –       | –       | –   |
| 1981             | "Wheels Ain’t Comin' Down" | #60     | –       | –       | –       | –       | –       | –       | –       | –       | –       | –   |
| 1981             | "Knuckle Sandwich Nancy" | –       | –       | –       | –       | –       | –       | –       | –       | –       | –       | –   |
| 1981             | "Lock Up Your Daughters" | #29     | –       | –       | –       | #19     | –       | #17     | –       | –       | –       | –   |
| 1982             | "Ruby Red" | #51     | –       | –       | –       | –       | –       | –       | –       | –       | –       | –   |
| 1982             | "Rock and Roll Preacher" (tylko w Niemczech)                                                                                            | –       | –       | –       | #49     | –       | –       | –       | –       | –       | –       | –   |
| 1982             | "(And Now the Waltz) C’est la vie" | #50     | –       | –       | –       | –       | –       | –       | –       | –       | –       | –   |
| 1983             | "My Oh My" | #2      | #37     | #24     | #3      | #2      | #3      | #8      | #5      | #1      | #1      | #25 |
| 1984             | "Run Runaway" | #7      | #20     | #17     | #19     | –       | #8      | –       | –       | #4      | #7      | #21 |
| 1984             | "Slam the Hammer Down" (tylko w USA) | –       | #92     | –       | –       | –       | –       | –       | –       | –       | –       | –   |
| 1984             | "All Join Hands" | #15     | –       | –       | –       | –       | #9      | –       | –       | #14     | –       | –   |
| 1985             | "7 Year Bitch" | #60     | –       | –       | #39     | –       | –       | –       | –       | –       | –       | –   |
| 1985             | "Myzsterious Mizster Jones" | #50     | –       | –       | –       | #43     | –       | –       | –       | #18     | –       | –   |
| 1985             | "Little Sheila" (tylko w USA) | –       | #86     | –       | –       | –       | –       | –       | –       | –       | –       | –   |
| 1985             | "Do You Believe in Miracles?" | #54     | –       | –       | –       | –       | –       | –       | –       | –       | –       | –   |
| 1987             | "Still The Same" | #73     | –       | –       | –       | –       | –       | –       | –       | –       | –       | –   |
| 1987             | "That’s What Friends Are For" | #95     | –       | –       | –       | –       | –       | –       | –       | –       | –       | –   |
| 1987             | "You Boyz Make Big Noize" | #94     | –       | –       | –       | –       | –       | –       | –       | –       | –       | –   |
| 1987             | "We Won't Give In" | –       | –       | –       | –       | –       | –       | –       | –       | –       | –       | –   |
| 1987             | "Ooh La La in L.A." (tylko w USA) | –       | –       | –       | –       | –       | –       | –       | –       | –       | –       | –   |
| 1988             | "Let's Dance '88" | –       | –       | –       | –       | –       | –       | –       | –       | –       | –       | –   |
| 1991             | "Radio Wall of Sound" | #21     | –       | –       | –       | –       | #30     | #14     | –       | –       | –       | –   |
| 1991             | "Universe" | –       | –       | –       | –       | –       | –       | –       | –       | –       | –       | –   |
| "–" brak danych. | |         |         |         |         |         |         |         |         |         |         |     |

1. ↑  "Merry Xmas Everybody" doczekało się kilku reedycji w latach 80. w Wielkiej Brytanii. Miejsca w poszczególnych latach #32 (1981), #67 (1982), #20 (1983), #47 (1984), #48 (1985), #71 (1986). Ponownie wydany także w 1998 (30 miejsce) jako remiks 'Slade Vs. Flush'. Wydawany także od 2006. Notowania w poszczególnych latach: #21 (2006), #20 (2007), #32 (2008), #35 (2009) and #51 (2010)

## Wideografia

### Wideo
- Slade in Flame (1975)
- Wall of Hits (1991)
- Inside Slade – The Singles 1971-1991 (2004)
- The Very Best of Slade (2005)
- Slade Alive! – The Ultimate Critical Review (2006)

### Teledyski
| Rok  | Tytuł                                            |
| ---- | ------------------------------------------------ |
| 1971 | "Get Down and Get With It"                       |
| 1971 | "Look Wot You Dun"                               |
| 1973 | "Skweeze Me, Pleeze Me"                          |
| 1973 | "My Friend Stan"                                 |
| 1974 | "Far Far Away"                                   |
| 1975 | "Thanks for the Memory (Wham Bam Thank You Mam)" |
| 1976 | "Let's Call It Quits"                            |
| 1976 | "Nobody’s Fool"                                  |
| 1977 | "My Baby Left Me - That’s All Right"             |
| 1978 | "Give Us a Goal"                                 |
| 1981 | "We'll Bring The House Down"                     |
| 1981 | "Wheels Ain’t Comin' Down"                       |
| 1981 | "Lock Up Your Daughters"                         |
| 1983 | "My Oh My"                                       |
| 1984 | "Run Runaway"                                    |
| 1984 | "All Join Hands"                                 |
| 1985 | "7 Year Bitch"                                   |
| 1985 | "Myzsterious Mizster Jones"                      |
| 1985 | "Little Sheila"                                  |
| 1985 | "Do You Believe in Miracles?"                    |
| 1991 | "Radio Wall of Sound"                            |
| 1991 | "Universe"                                       |